# City of Mount Gambier Blue Lake Women's Classic
Il City of Mount Gambier Blue Lake Women's Classic è un torneo professionistico di tennis giocato su campi in cemento. Fa parte dell'ITF Women's Circuit. Si gioca annualmente a Mount Gambier in Australia.

## Albo d'oro

### Singolare
| Anno | Campionessa    | Finalista    | Punteggio |
| ---- | -------------- | ------------ | --------- |
| 2011 | Bojana Bobusic | Han Sung-hee | 6–3, 6–2  |

### Doppio
| Anno | Campionesse                       | Finaliste                    | Punteggio |
| ---- | --------------------------------- | ---------------------------- | --------- |
| 2011 | Stephanie Bengson Tyra Calderwood | Isabella Holland Sally Peers | w/o       |